# Clinton, Connecticut
Clinton, kommun (town) i Middlesex County, Connecticut, USA med cirka 13 094 invånare (2000). Orten grundades år 1838 och hade tidigare varit en del av Kenilworth som hade grundats år 1667.